# ストランドバーグ (楽器メーカー)
ストランドバーグ　(Strandberg Guitars AB) は、スウェーデンウプサラにてウーラ・ストランドベリが2007年に創業した楽器メーカーである。主にエレクトリック・ギター、ベースの製造を行っている。

## 概要
創設者のウーラ・ストランドベリ(Ola Strandberg)は1980年代に機械設計、エンジニアを経て、1982年より弦楽器の制作を始める。
2007年エルゴノミック・ギター・システム(Ergonomic Guitar System/人間工学に基づくギターシステム)として、ストランドバーグ・ギターワークス(strandberg guitarwoks)という自身のブログにてプロジェクトや設計プロセス等の公開を行い、いくつかのプロトタイプを制作を経て、2010年より.strandberg* guitarsとして販売を開始する。
2019年現在では、インドネシア製と日本市場向けの日本製のみの販売を行っているが、過去には本国スウェーデン製に加え、アメリカ製、韓国製、中国製等も存在する。
日本国内での代理店はブティックペダルブランド”レクティーク(Leqitique)”の代表シュン・ノキナ(Shun Nokina)が担当している。
また7弦ギター、8弦ギターの販売も行う数少ないメーカーでもある。

## 製品の特徴
ヘッドレス・ギターと呼ばれる、従来のギターの形状とは異なるヘッドを取り払った構造、人間工学に基づきデザインされたボディシェイプとネックシェイプが主な特徴である。
ヘッドを取り払い軽量のボディを実現する事で完璧なバランスを提供し、ボディシェイプは複数のプレイスタイルに合わせて快適に演奏できるようにデザインされている。
ネックシェイプに関しては、特許も取得されたストランドバーグ・オリジナルのエンデュアネック(EndurNeck™)と呼ばれる従来のギターにある丸みを帯びたネックグリップとはまったく異なる台形状になっている。エンディア・ネックはロー・フレットからハイ・フレットにかけ頂点が移動する形状で、ネックに添えた指を正確な位置へ促す事により、手首へのストレスを軽減させリラックスして安定した演奏ができる効果があるとされる。
ファンド・フレットと呼ばれる扇形に打たれたフレットの採用により低音弦に適切なテンションとより良いサスティンを持続させながらも、高音弦のベンドを容易にできる点も特徴で、ファンド・フレットを考案したラルフ・ノヴァックはサウンド面だけに焦点をあてていたが、ストランドバーグでは人間工学の観点からも考えられてスケール幅を設定している。
ハードウェアもウーラ・ストランドベリがデザインをしており、各弦を独立させたブリッジにより分離感の良いサウンド、アルミニウムを使用する事によって軽量化を図り木材への弦振動の伝達を高める事も実現。

これらはスタインバーガー(Steinberger)のヘッドレス、アトランシア(Atlansia)のチューナーブリッジ、リック・トゥーン(Rick Toone)のトラペゾイド・ネック・プロファイル(Trapezoid Neck Profile)、リトル・ギター・ワークス(Little Guitar Works)のトーザル・ナチュラル・ツイスト(Torzal Natural Twist)、ラルフ・ノヴァック(Ralph Novak)のファンド・フレット(Fanned-fret)を基に考案したと公言されている。

## ラインナップ
多数のモデル名や生産国の違い等多くの機種が存在しているが、大きく分けるとボーデン(Boden)、ヴァーバーグ(Varberg)、セイレーン(Sälen)の3タイプである。この3タイプを主軸にシグネチュア・モデル、トレモロユニット・モデル等、仕様の違うモデルが多数展開されている。

### Boden
- 同社の主力機種。7弦や8弦のような多弦モデルを中心に展開されている。カスタムモデルではあるが9弦まで制作されている。2019年よりベースモデルが新たにラインナップに加わった。どのスタイルでも違和感なく演奏できるボディ構造、ファンフレット（マルチスケールに対応するべく扇形に広がったフレット、同社の場合は0フレットを基準に低音側のスケールが長くなる）が特徴。

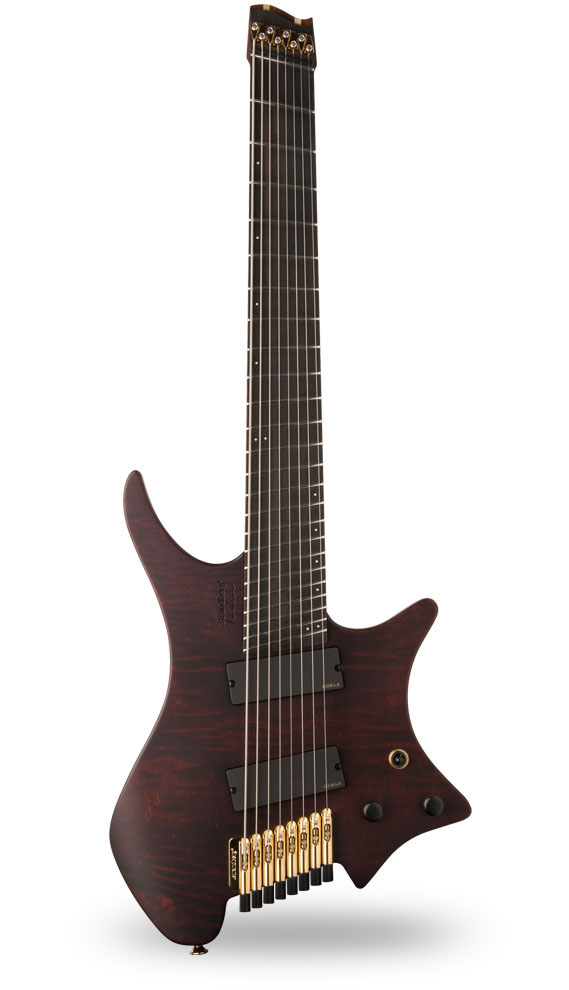
Boden8

### Sälen

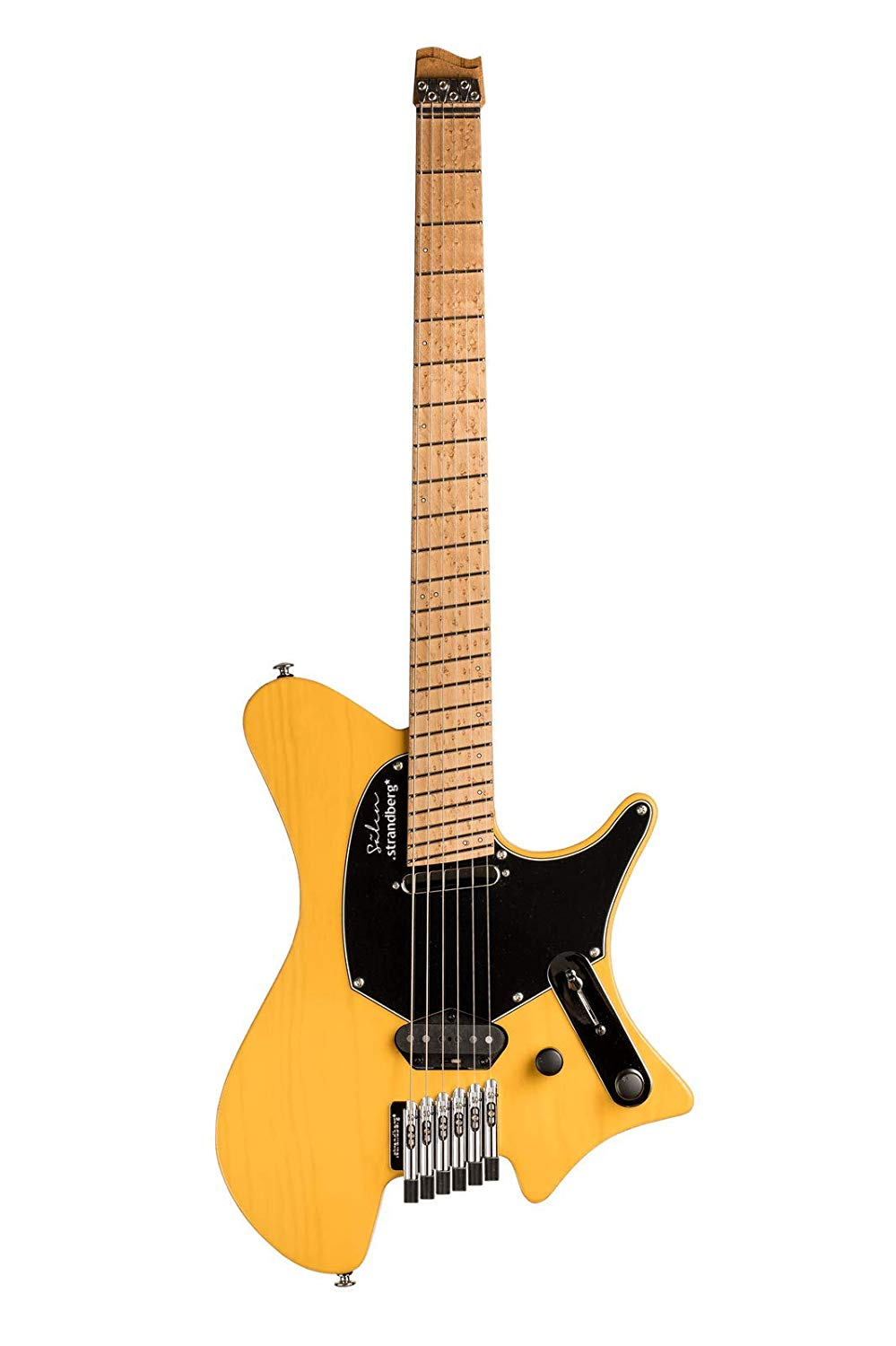
Sälen

### Varberg
- ボディのトップとバック（基本的にはメイプルとマホガニー）の間にアルダーを挟み込んだ3層構造が特徴である。その他の特徴はBodenと変わらないが、フレットは従来型を採用した個体が多い。Masvidalien

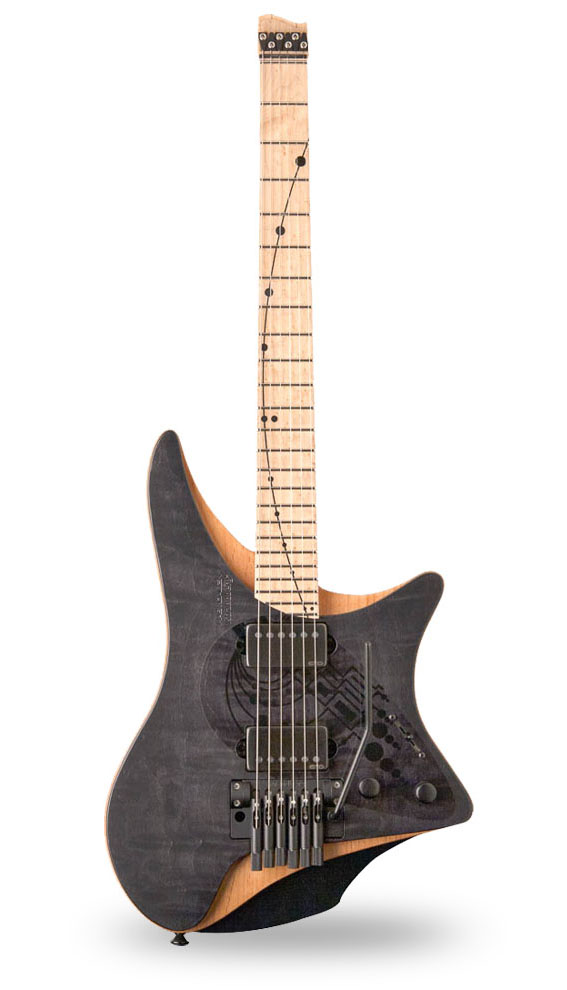
Masvidalien

## 生産ライン

### プロダクションモデル

#### Original / Prog / Fusion / Metal / Standard (2017~)
2017年より先のOSシリーズに変わって発表された現行のプロダクションモデル。OriginalはインドネシアにあるPT cortにて制作され、Prog / Fusion / Metalの3モデルはOSシリーズから引き続きワールド・ミュージカル・インストゥルメンツ(Wolrd Musical Instruments Co. Ltd.)にて制作される。2018年より全てのモデルがPT cortにて制作されるようになり、新たにStandardモデルが追加される。

#### Sälen (2018~)
2018年より新たにラインナップされた機種。数あるモデルのほぼ全てにおいてダブルカッタウェイのBodenシェイプとなっているが、テレキャスターを彷彿とさせるデザインで初のシングルカットモデルとなる。DeluxeとClassicの2機種が存在しており、6弦のみ販売されている。

#### Jシリーズ
2015年より販売が開始された日本製のモデルである。長野県にあるダイナ楽器で制作されているプロダクションモデルで、OSシリーズと比べ厳選された木材を使用されている。スペックはスウェーデン製カスタムショップに近いが、位置づけとしてはカスタムショップ以前の米国製プロダクションモデルに近いモデル。スウェーデン製がバレル型アウトプット・ジャックを廃止し、従来のアウトプット・ジャックを使用するためにデザインし直したジャック一体型のキャビティ・カバーが日本製にも採用されている。Jシリーズには従来のBodenシリーズのスペックに近いJライン、希少な材等を使用したJカスタム、廉価モデルのJスタンダードの3種類が存在する。

#### シンギュラリティ(The Singularity)
スカー・シンメトリー(Scar Symmetry)のギタリスト、ペル・ニルソン(Per Nilsson)のシグネチュア・モデル。ストランドバーグとしては最も低価格で販売されており、中国にあるYako Musical Instruments Co. Ltdによる製造。スタンダード・モデルとトゥルー・テンペラメント(True Temperament fretting system)の2つのモデルが用意されており、トゥルー・テンペラメントはスウェーデンにてフレットの作業が行われている。

#### LEDA 7 SignatureとLEDA 8 Signature
Ledaのシグネイチャーモデル。「Jカスタム」シリーズを基に製作された7弦モデルと8弦モデル。ボディ・トップにはポプラ・バールを、バック材にはジャパニーズ・アッシュを用いている。バック材はチェンバー加工（内空構造）を施していないソリッドボディ構造となっている。両製品とも50台限定で発売された。

### 生産終了

#### メイド・トゥ・メジャー(Made to Measure/MtM/M2M) (2011-2018)
メーカー立ち上げ時から存在するオリジナルライン。創設者のウーラ・ストランドベリと直接スペック等の話し合いを行い、制作されるフルカスタムライン。公式サイトよりウェイトリストに登録する必要があり、登録した後に順番に制作が開始される。唯一のスルーネックモデル、ユーザーの好みに合わせたマテリアル、スケール幅やネックプロファイル、コントロールのレイアウト等様々なカスタムが可能なのが特徴である。バックオーダーが1000以上に膨れ上がり、キュー番号が初期のユーザーも数年待ちの状態が続いていたため、2017年に待機リストへのサインアップを廃止。2016年までにサインアップしていたユーザーのみが招待を受ける事ができるという仕組みに変わっている。2018年、自社工房の閉鎖に伴いカスタム・ショップの終了と同時にMtMも無期限の停止する事がアナウンスされ事実上の生産終了。

#### カスタム・ショップ(Custom Shop/CS) (2012-2018)
2012年にプロダクションモデルとして米国のストリクトリーセブンギターズ(Strictly 7 Guitars/S7G)にて制作を開始する。2013年にアストラル・イーエックスアール・システムズ(Astral EXR Systems/AES)なる子会社を発足し、S7Gから米国のワッシュバーンのOEMとして製造。後にAESは解散するも引き続きワッシュバーンでの制作は行われ、プロダクション・モデルという位置づけから半固定ながらもオプションを選択できるセミカスタムラインとしてカスタムショップが展開される。2015年、米国にあるワッシュバーンの工場閉鎖に伴い、スウェーデンの自社工房を拡大しカスタム・ショップは本国スウェーデンに移り制作される。2018年、7月に自社工房の閉鎖とカスタム・ショップの終了が発表され、10月にカスタム・ショップの生産が終了となる。

#### OSシリーズ (2014-2017)
2014年より販売が開始されたプロダクションモデル。製造は韓国にあるワールド・ミュージカル・インストゥルメンツ(Wolrd Musical Instruments Co. Ltd.)によるもの。一般的に廉価版という認識をされているが、本国スウェーデン産とパーツやスペック等は同一である。2017年より販売される新モデルよりOS表記を廃止したため、ワールド・ミュージカル・インストゥルメンツでの製作は引き続き行われるものの、事実上の生産は終了している。

## 使用アーティスト
- クリス・レッチフォード(Chris Letchford)
- ポール・マスヴィダル(Paul Masvidal)
- ペル・ニルソン(Per Nilsson)
- ミーシャ・マンソー(Misha Mansoor) - ペリフェリー
- トーシン・アバシ(Tosin Abasi) - アニマルズ・アズ・リーダーズ
- ハビエル・レイエス(Javier Reyes)
- イヴェット・ヤング(Yvette Young)
- アラン・ホールズワース(Allan Holdsworth)
- プリーニ(Plini)
- 瀬戸弘司(Koji Seto,YouTuber)
- Leda(Far East Dizain)
- 小原莉子(RAISE A SUILEN)